# Bergen vasútvonal

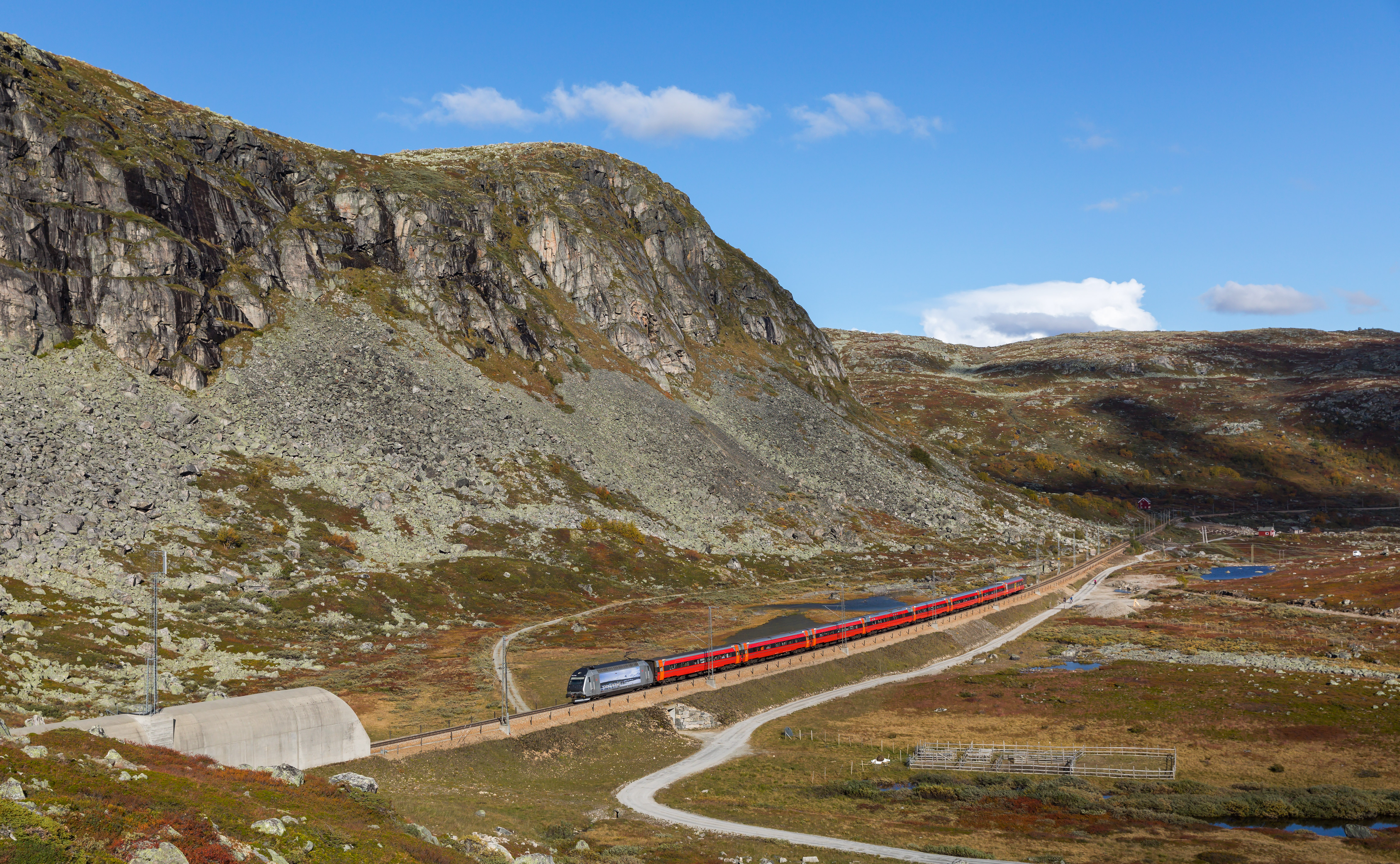
Személyszállító vonat a vonalon

A Bergen-vasútvonal (norvég nyelven: Bergensbanen) egy 371 km hosszú, 15 kV, 16,7 Hz-cel villamosított normál nyomtávú egyvágányú vasúti fővonal Norvégiában Bergen és Hønefoss között.
Az elnevezést gyakran Bergen-től Drammenen át Oslóig tartó teljes útvonalon használják, amely a személyszállító járatok végállomása, a kiindulási ponttól 496 kilométeres távolságra. Ez Észak-Európa legmagasabb vasúti fővonala, amely a Hardangervidda fennsíkot keresztezi 1237 méterrel a tengerszint felett.
A vonalon 39 állomás van és 1909 november 27-én nyílt meg.
A vonalon személy- és teherszállítás zajlik. A Norges Statsbaner NSB 73 motorvonatokat és NSB El 18 sorozatú villamosmozdonyokat üzemeltet. A teherforgalmat a CargoNet és a Cargolink bonyolítja.
A vasútvonal Bergenből Voss felé épült ki 1883-ban, mint a keskeny nyomtávolságú Voss vonal. 1909-ben folytatták az építkezést a hegyen át Oslóig, és az egész utat szabványos nyomtávolságúra építették át, és a Voss vonal a Bergen vonal részévé vált. A vonal egyvágányú, és 1954-1964 között villamosították. A Bergen-vonal a Bane NOR tulajdonában van mely a fenntartója is. A Flåm-vonal marad a Hardanger-vonal lezárása után az egyetlen leágazó vonal a Bergen vasútvonalról.

## A vonal
A teljes távolság Oslo-ból Bergenbe Drammenen keresztül 493 km, ebből a Bergen-vonal 372 kilométer. A vonalon összesen 182 alagút található, kb. 73 km hosszúságban, ebből 10 több, mint 2 km hosszúságú. Finse állomás található a legmagasabban, 1222,2 méter tenger szint feletti magasságban, míg a vonal legmagasabb pontja a Finse-alagútban 1237 méteres magasságban.

## Története
2002-ben a Norvég Nemzeti Vasúti Hivatal arra figyelmeztetett, hogy a finanszírozás hiánya miatt Norvégiában az összes távolsági személyszállító vonal bezárásához vezethet, beleértve a Bergen vonalat is. Torild Skogsholm, közlekedési és kommunikációs miniszter arról biztosított, hogy a kormány nem a vasútvonalak bezárását követeli. 2004-ben a Haladás Párt azt javasolta, hogy zárják le a vasútvonalat, és helyettesítsék azt Bergen és Oslo között autópályával, azzal érvelve, hogy a vasút veszteséges, a buszos szállítás olcsóbb, míg a könnyebb teherautó-szállítás elősegíti a gazdaságot. Más politikai pártok elutasították a javaslatot, rámutatva a vasút jobb környezeti teljesítményére és arra, hogy a vasút nagy mennyiségű teherárut szállít. 2011. június 16-án egy hegesztési baleset következtében tűz keletkezett a Hallingskeid állomáson, aminek következtében a peron teljesen megsemmisült. Ez a vonal hétnapos bezárását okozta.

### Fejlesztések
Az Ulriken alagút jelenti a legnagyobb szűk keresztmetszetet a Bergen vonalon az Arnába tartó ingázók miatt. Második vágány építése a Bergensbanen legnyugatibb részén nemcsak a vonal ezen részén, hanem a hegyek közötti egész vonalon is kapacitást szabadítana fel..
Az eredeti tervek a Bergensbanen számára 1894-től egy új vonal - a Ringerike-vonal - megépítését tartalmazták Hønefoss-tól Sandvikáig, éppen Oslótól nyugatra. Ez a vonal 60 kilométerrel és 50 perccel  csökkentené a távolságot a Bergensbanenen. Folyamatosan tárgyaltak a vasút megépítéséről, de az soha nem kapott támogatást. Ezeket a terveket 2000 után ismét megvitatták, és elkészült egy részletes terv. Más fejlesztésekkel együtt, összesen 7 milliárd norvég korona beruházással, az utazási idő négy és fél órára csökkenthető lenne.. A projekt megvalósítását 2019 és 2024 között tervezik.

### Nagysebességű vasút
Számos javaslat született az Oslótól Bergenig tartó nagysebességű vasútvonalra vonatkozóan. A Nemzeti Vasúti Igazgatóság számára végzett előzetes tanulmányok pozitív költség-haszon arányt vetettek fel az Oslótól Bergenig tartó nagysebességű vasút építésénél. A legmegfelelőbb útvonal megközelítőleg a meglévő útvonalat követné (de egy új Oslo – Hønefoss alagúttal). Feltételezzük, hogy az alacsonyabb költségek miatt Oslo – Trondheim és Oslo – Halden korábban épülnek.. Két lobbista javaslatot is indított az útvonalra vonatkozóan. Az egyik egy "nagy sebességű gyűrűt" foglal magában Oslóból, Numedalon át Geilo-ig, majd Bergensbanent követve Bergenig, majd dél felé Stavangerig, majd Kristiansandon keresztül vissza Oslóba. A Norsk Bane elindította az ötletet, hogy közös vonalat építsenek Oslótól Haukeliig, majd egy leágazást Bergenre és Stavangerre.
Az ilyen nagy távolságú nagysebességű vasútvonalak nem szerepelnek a 2010–2040 közötti előzetes hosszú távú tervben, és valószínűleg a Hamar–Trondheim és a Drammen–Kristansand vasutakat építik meg először, mivel könnyebben megépíthetők. Valószínűleg valamikor a 2030–2060 közötti időszakban fognak nagysebességű vasutat építeni Bergenbe.

## Vasútállomások

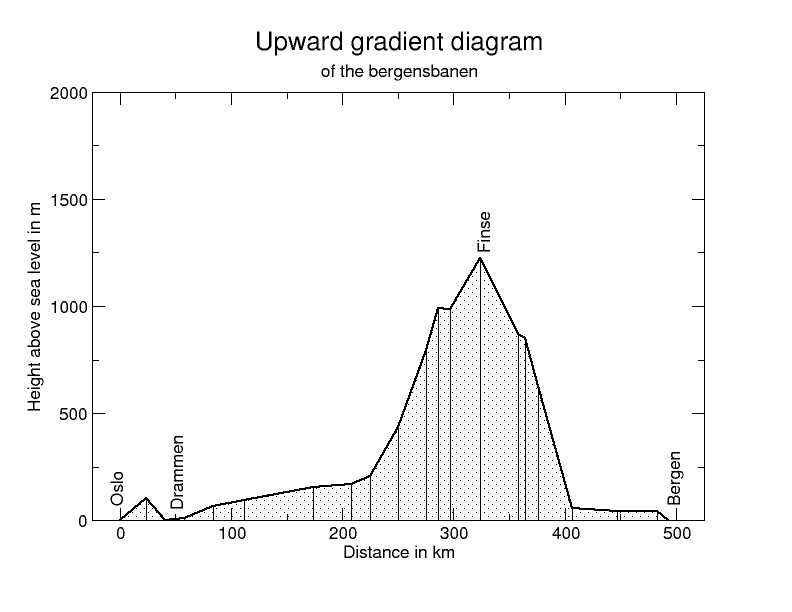
A Bergen-vasútvonal magasság diagramja

|  | Állomás      | Magasság (m) | Távolság Oslótól (km) | Távolság Bergentől (km) |
|  | ------------ | ------------ | --------------------- | ----------------------- |
|  | Oslo S       | 2            | 0                     | 493                     |
|  | Asker        | 104          | 24                    | 469                     |
|  | Drammen      | 2            | 41                    | 452                     |
|  | Hokksund     | 8            | 58                    | 435                     |
|  | Vikersund    | 67           | 84                    | 409                     |
|  | Hønefoss     | 96           | 112                   | 381                     |
|  | Flå          | 155          | 174                   | 319                     |
|  | Nesbyen      | 168          | 208                   | 285                     |
|  | Gol          | 207          | 225                   | 268                     |
|  | Ål           | 436          | 250                   | 243                     |
|  | Geilo        | 794          | 275                   | 218                     |
|  | Ustaoset     | 990          | 286                   | 207                     |
|  | Haugastøl    | 988          | 297                   | 196                     |
|  | Finse        | 1222         | 324                   | 169                     |
|  | Hallingskeid | 1110         | 345                   | 148                     |
|  | Myrdal       | 867          | 358                   | 135                     |
|  | Upsete       | 850          | 364                   | 129                     |
|  | Mjølfjell    | 627          | 376                   | 117                     |
|  | Voss         | 57           | 407                   | 86                      |
|  | Dale         | 43           | 447                   | 46                      |
|  | Arna         | 8            | 483                   | 10                      |
|  | Bergen       | 2            | 493                   | 0                       |